# أندريه داوسون
أندريه داوسون (بالإنجليزية: Andre Dawson) (و. 1954  م) هو لاعب كرة قاعدة أمريكي، ولد في ميامي، مركز لعبه هو لاعب وسط ‏.

## جوائز
حصل على جوائز منها:
- جائزة القفاز الذهبي لرولينغز [الإنجليزية]‏
- جائزة اللاعب الأكثر قيمة لدوري كرة القاعدة الرئيسي [الإنجليزية]‏.

## روابط خارجية
- أندريه داوسون على موقع دوري كرة القاعدة الرئيسي (الإنجليزية)
- أندريه داوسون على موقعبيزبول رفرنس.كوم (الدوري الرئيسي) (الإنجليزية)
- أندريه داوسون على موقعبيزبول رفرنس.كوم (الدوري الثانوي) (الإنجليزية)
- أندريه داوسون على موقع جمعية أبحاث البيسبول الأمريكية (الإنجليزية)
- أندريه داوسون على موقع إي إس بي إن.كوم (أم.أل.بي) (الإنجليزية)
- أندريه داوسون على موقع مشجعي الرسوم البيانية (الإنجليزية)
- أندريه داوسون على موقع قاعة مشاهير كرة القاعدة (الإنجليزية)
- أندريه داوسون على موقع قاعة فلوريدا للمشاهير الرياضية (الإنجليزية)